# 情報活用能力

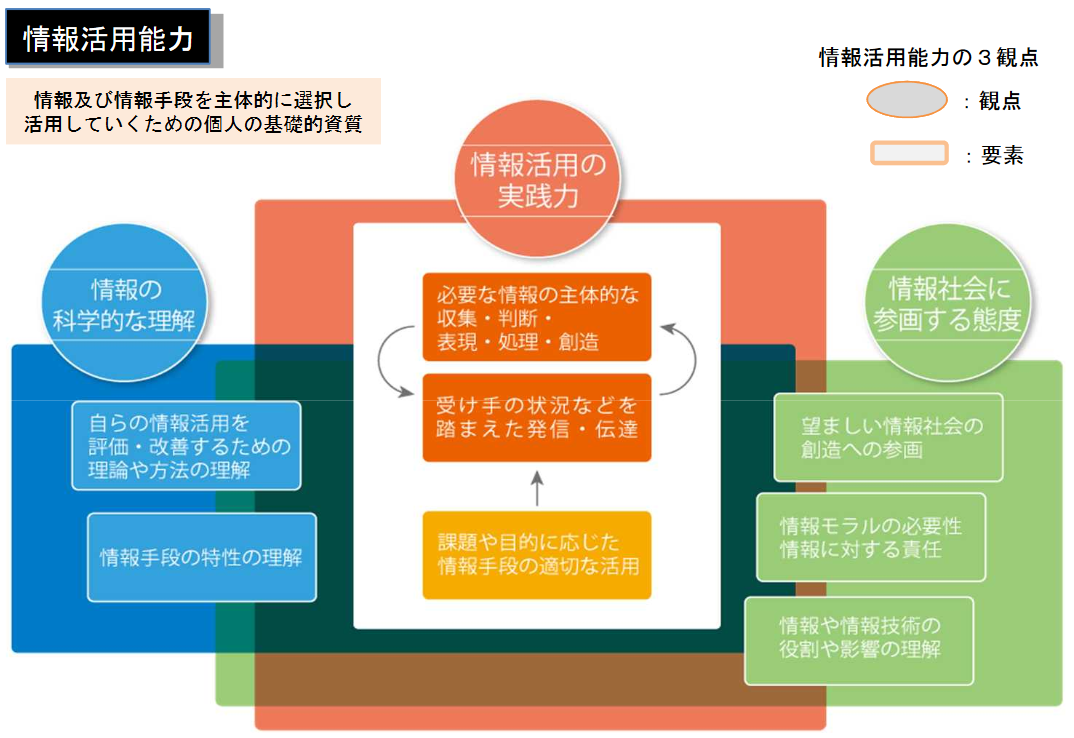
情報活用能力

情報活用能力（じょうほうかつようのうりょく）とは、情報及び情報手段を主体的に選択し、活用していくための個人の基礎的資質のことである。学習指導要領の総則の中では、「言語能力」や「問題発見・解決能力」とともに、学習の基盤となる資質・能力の１つとして示されている。

## 語源
米国の図書館教育の中で使われ始めた「information literacy」（情報リテラシー）という言葉の概念を基に作られた言葉であるが、現在では、米国で使われる「information literacy」や、直訳されて日本で使われる「情報リテラシー」の言葉とは意味合いが異なっている。

## 情報活用能力の３観点８要素
文部科学省は、情報活用能力を以下の３観点８要素に整理している。

### 情報活用の実践力
1. 課題や目的に応じた情報手段の適切な活用
2. 必要な情報の主体的な収集・判断・表現・処理・創造
3. 受け手の状況などを踏まえた発信・伝達

### 情報の科学的な理解
1. 情報活用の基礎となる情報手段の特性の理解
2. 情報を適切に扱ったり、自らの情報活用を評価・改善するための基礎的な理論や方法の理解

### 情報社会に参画する態度
1. 社会生活の中で情報や情報技術が果たしている役割や及ぼしている影響の理解
2. 情報モラルの必要性や情報に対する責任
3. 望ましい情報社会の創造に参画しようとする態度

## 情報活用能力を構成する資質・能力
情報活用能力を構成する資質・能力を「知識・技能」、「思考力・判断力・表現力等」、「学びに向かう力・人間性等」の三つの柱に沿って整理すると以下のようになる。

### 知識・技能
情報と情報技術を活用した問題の発見･解決等の方法や、情報化の進展が社会の中で果たす役割や影響、情報に関する法･制度やマナー、個人が果たす役割や責任等について、情報の科学的な理解に裏打ちされた形で理解し、情報と情報技術を適切に活用するために必要な技能を身に付けていること。
- 情報と情報技術を適切に活用するための知識と技能
- 情報と情報技術を活用して問題を発見・解決するための方法についての理解
- 情報社会の進展とそれが社会に果たす役割と及ぼす影響についての理解
- 情報に関する法・制度やマナーの意義と情報社会において個人が果たす役割や責任についての理解

### 思考力・判断力･表現力等
様々な事象を情報とその結びつきの視点から捉え、複数の情報を結びつけて新たな意味を見出す力や、問題の発見･解決等に向けて情報技術を適切かつ効果的に活用する力を身に付けていること。
- 様々な事象を情報とその結び付きの視点から捉える力
- 問題の発見・解決に向けて情報技術を適切かつ効果的に活用する力（相手や状況に応じて情報を適切に発信したり、発信者の意図を理解したりすることも含む）
- 複数の情報を結び付けて新たな意味を見いだしたり、自分の考えを深めたりする力

### 学びに向かう力・人間性等
情報や情報技術を適切かつ効果的に活用して情報社会に主体的に参画し、その発展に寄与しようとする態度等を身に付けていること。
- 情報を多面的・多角的に吟味しその価値を見極めていこうとする態度
- 自らの情報活用を振り返り、評価し改善しようとする態度
- 情報モラルや情報に対する責任について考え行動しようとする態度
- 情報社会に主体的に参画し、その発展に寄与しようとする態度

## 参考資料
- https://www.mext.go.jp/a_menu/shotou/zyouhou/1259413.htm 文部科学省, 『教育の情報化に関する手引』